# Municipio de West Brandywine
El municipio de West Brandywine (en inglés: West Brandywine Township) es un municipio ubicado en el condado de Chester en el estado estadounidense de Pensilvania. En el año 2000 tenía una población de 7153 habitantes y una densidad poblacional de 206,4 personas por km².

## Geografía
El municipio de West Brandywine se encuentra ubicado en las coordenadas 40°03′37″N 75°48′53″O / 40.06028, -75.81472.

## Demografía
Según la Oficina del Censo en 2000 los ingresos medios por hogar en la localidad eran de $62 500 y los ingresos medios por familia eran de $69 514. Los hombres tenían unos ingresos medios de $46 558 frente a los $31 362 para las mujeres. La renta per cápita de la localidad era de $25 211. Alrededor del 3,7% de la población estaba por debajo del umbral de pobreza.